# دیمهاج
آنچوسا آزورا (نام علمی: Anchusa azurea) نام یک گونه از تیره گاوزبانیان است.

## نگارخانه

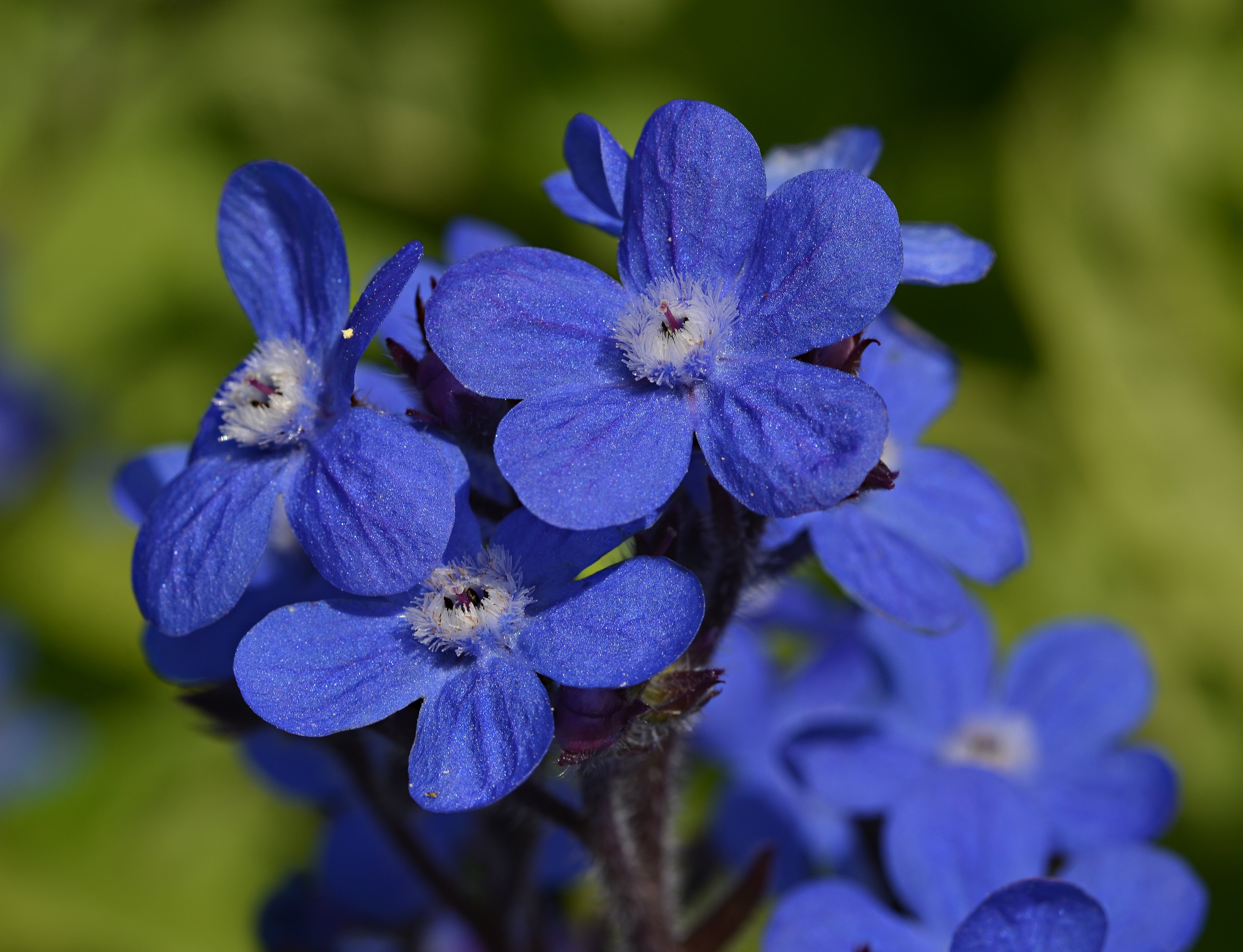
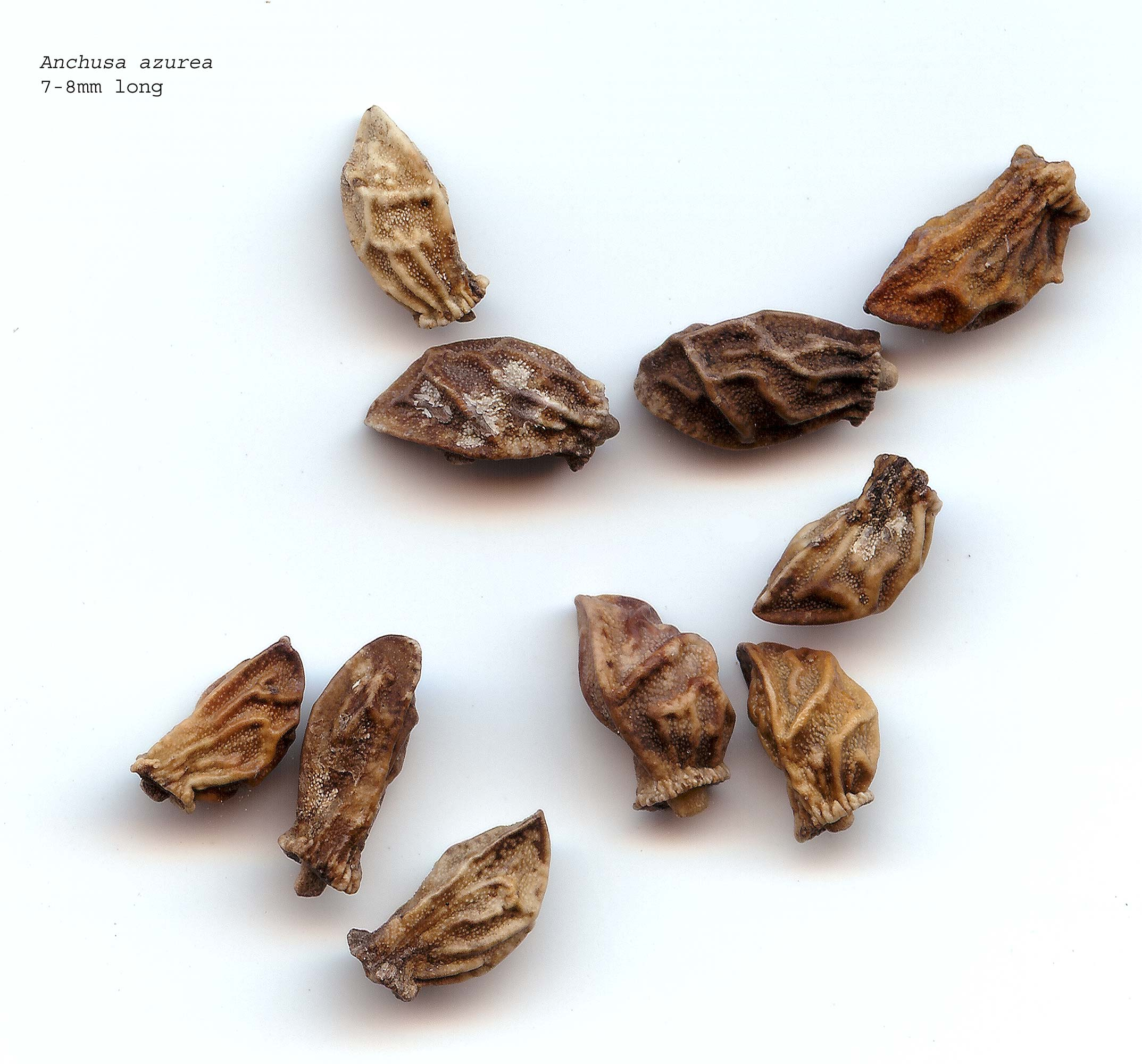